# Georg Ludwig von Lentzke
Georg Ludwig von Lentzke (* 27. Mai 1716 in Berlin; † 1793) war ein preußischer Offizier, zuletzt im Rang eines Oberstleutnants und Kommandeurs des V. Stehenden Grenadier-Bataillon.

## Leben

### Herkunft und Familie
Lentzke stammte aus einem mittelmärkischen Adelsgeschlecht. Seine Eltern waren der Erbherr auf Lentzke Werner von Lentzke und Eve Elisabeth von Bredow a.d.H. Friesack.

### Werdegang
Lentzke begann seine Laufbahn 1729 als Kadett. 1731 wurde er Page bei Fürst Leopold von Anhalt-Dessau und machte als Fähnrich in dessen Reichskontingent den Feldzug gegen Frankreich am Rhein mit. 1736 trat er als Sekondeleutnant mit Patent von 1. August im Infanterieregiment Nr. 33 in preußische Dienste über. 1743 wurde er ins Grenadier-Bataillon „von Rath“ versetzt. Am 28. Oktober 1749 avancierte er ebd. zum Premierleutnant, 1760 zum Stabskapitän, 1763 zum wirklichen Hauptmann sowie schließlich 1776 zum Major und Kommandeur. Als solcher schwadronierte er im Bayerischen Erbfolgekrieg.
Er hatte vorher bereits alle Schlesischen Kriege für die Preußen mitgemacht. So war er bspw. mit dem Fouquéschen Korps bei Landeshut in Gefangenschaft geraten.
Lentzke hat im August 1789 aus gesundheitlichen Gründen seinen Abschied mit einem Gnadengehalt und dem Charakter eines Oberstleutnants erhalten, soll aber im Rang eines Obersts verstorben sein.